# Kiyomitsu Mizuuchi
Kiyomitsu Mizuuchi (水 内 清 光, Mizuuchi Kiyomitsu, nacido el 17 de noviembre de 1960) es un actor de doblaje japonés.

## Filmografía

### Animación de televisión
- Cowboy Bebop (1998) como Gang B; Policía 2; Seguridad
- Onihei (2017) como Chūsuke Sajima
- Legend of the Galactic Heroes (2018) como Staaden

Fecha desconocida
- Berserk como ayudante (Ep. 4); Seguidor (Ep. 5); General B (Ep. 11)
- Boogiepop Phantom como profesor (eps 2, 3)
- Chrono Crusade como inspector de policía (ep 1,2)
- Dirty Pair Flash como computadora SCC
- Dominion Tank Police como golfista
- Ergo Proxy como Iggy
- Getbackers como hombre de la compañía de seguros (ep 10)
- Gravion como ángulo
- Gundam Evolve como Mazaku / Hadou Musha Mazaku
- Weiß Kreuz (ep 7)
- Lupin III: Stolen Lupin como Hakuryuu
- Abenobashi Mahō☆Shōtengai como banquero Kashiwagi
- Mobile Suit Gundam SEED como Modine (ep 37); Representante Homura
- Mobile Suit Gundam SEED Destiny como representante Homura (ep 20)
- Naruto como Hokushin
- No-Rin como Kiichi Nakazawa
- R.O.D the TV como Language Teacher (ep.6)
- Shrine of the Morning Mist como Client (ep 18)
- Stratos 4 (TV) como Mania # 3; El padre de Mikaze
- Sukeban Deka
- Yakitate!! Japan como doctor

### OVA
- Stratos 4 (????) (Otaku D)

### Videojuegos
- Batman: Arkham Knight (2015, doblaje japonés) (James Gordon)
- Resident Evil 7: Biohazard (2017, doblaje japonés) (Alan Douglas)

### Tokusatsu
- Uchu Sentai Kyuranger (2017) como Dogyun (ep 32)

### Doblaje
- A cualquier precio (Henry Whipple (Dennis Quaid)
- Vengadores: Endgame (Brock Rumlow (Frank Grillo)[1]
- Nacido el 4 de julio (edición en DVD) (Sargento de reclutamiento de artillería Hayes (Tom Berenger))
- Capitán América: Civil War (Brock Rumlow (Frank Grillo)
- Capitán América: El Soldado del Invierno (Brock Rumlow (Frank Grillo)
- Embrujadas (Andy Trudeau (TW King)
- Das Experiment (Schütte (Oliver Stokowski)[2]
- Earthfall (Steven Lannon (Joe Lando)
- Presagio Abajo (Graff (Lance Henriksen)
- Hacha (Jim Permatteo (Richard Riehle)
- Interestelar (Principal (David Oyelowo)
- Logan (Zander Rice (Richard E. Grant)
- Misión: Imposible - Protocolo fantasma (Anatoly Sidorov (Vladimir Mashkov)[3]
- Noche en el museo: El secreto de la tumba (Archibald Stanley (Matt Frewer)
- A punto de matar (Ed Gray (Corey Johnson)[4]
- Pelotón (edición de TV Tokio 2003) (Sargento Warren (Tony Todd)
- Resident Evil: Extinction (Dr. Alexander Isaacs (Iain Glen)[5]
- Resident Evil: El capítulo final (Dr. Alexander Isaacs (Iain Glen)[6]
- Cosas más extrañas (Sam Owens (Paul Reiser)
- Trece días (Robert McNamara (Dylan Baker)[7]
- Top Gun (edición en DVD de 2005) (LCDR Rick "Jester" Heatherly (Michael Ironside)
- Transformers: Age of Extinction (Deriva)